# Edwig Abrath
Edwig Abrath (Schoten, 1968) is een Belgische dirigent, componist en arrangeur.

## Levensloop
Edwig Abrath studeerde aan het Koninklijk Vlaams Muziekconservatorium van Antwerpen en aan het Conservatorium van Maastricht. Hij behaalde eerste prijzen notenleer, harmonie, praktische harmonie, contrapunt, muziekgeschiedenis en het getuigschift voor transpositie, alsook het tweede cyclus diploma voor orkestdirectie en psycho-pedagogie. Hij volgde dirigentencursussen in Vichy, Weikersheim en Wenen. Edwig Abrath is als docent verbonden aan de School of Arts van de AP Hogeschool te Antwerpen en aan de Kunsthumaniora Antwerpen. 